# Fort Buford
Fort Buford var en amerikansk militærstation i Williams County, North Dakota, der var i brug fra 1866 til 1895.:41  Fortet indgik i et system af forter bygget i forbindelse med USA's udvidelse af territoriet vestpå, og det var involveret i nogle af indianerkrigene udkæmpet på forskellige dele af prærie i det første tiår af dets eksistens.:44 
Fortet er opkaldt efter John Buford.
En af Fort Bufords opgaver var at beskytte trafikken på Missouri River, hvor hjuldampere sejlede emigranter en del af vejen til bl.a. Montanas guldfelter.:13 
Samtidig indgik fortet som et forstærkende led i en kæde af militære forter langs Missouri River og tæt på Canada. Kæden omfattede både gamle forter og forter bygget efter 1866 som bl.a. Fort Randall, Fort Totten, Fort Sully, Fort Rice, Fort Stevenson, Fort Abraham Lincoln, Fort Shaw og Fort Benton.:11-13 
Fort Buford er kendt som stedet, hvor lakota høvding Sitting Bull overgav sig og via sin søn Crow Foot afleverede sin winchester riffel den 19. juli 1881 efter sit ophold i Canada.
Fort Buford havde uventede naboer fra ca. 1870 til 1884 i form af indbyggerne i hidatsa høvding Crow Flies Highs by opført kun tre kilometer fra militærstationen.:2  Ved at anlægge byen tæt op ad et fort med amerikanske soldater var der mindre risiko for destruktive sioux angreb. Fortet gjorde brug af nogle af hidatsaerne fra Badland Village som postryttere,:156  jægere,:161  vagtposter og spejdere.:15 